# Союз-33
Союз-33 — космічний корабель (КК) серії «Союз», типу Союз 7К-Т. Серійний номер 49. Реєстраційні номери: NSSDC ID: 1979-029A; NORAD ID: 11324. Дев'ятий запланований політ до орбітальної станції Салют-6; екіпаж п'ятих невдалих відвідин (ЕП-5а); четвертий міжнародний політ за програмою Інтеркосмос.
Під час польоту КК Союз-33 стався збій в роботі двигуна, тому стикування зі станцією скасували, а ЕО-3 не отримав корабля на заміну.
При посадці екіпаж зазнав понад десятикратних перевантажень.
Для заміни потенційно ненадійного КК Союз-32 відправлено Союз-34 без екіпажу.

## Параметри польоту
- Маса корабля — 6,86 т
- Нахил орбіти — 51,63°
- Орбітальний період — 89,99 хвилини
- Перигей — 198,6 км
- Апогей — 279,2 км

## Екіпаж
- Основний

Командир ЕП-5а Рукавишніков Микола Миколайович
Космонавт-дослідник ЕП-5а Іванов Георгій Іванов
- Дублерний

Командир ЕП-5а Романенко Юрій Вікторович
Космонавт-дослідник ЕП-5а Александров Олександр Панайотов

## Хронологія польоту
| Дата      | Час (UTC) | Подія |
| --------- | --------- | --- |
| 1979 рік  |           | |
| 10 квітня | 17:34:34  | З космодрому Байконур ракетою-носієм Союз-У (11А511У) запущено КК Союз-33 з екіпажем Рукавишніков/Іванов |
| 12 квітня | 15:46:49  | Гальмівний імпульс КК Союз-33                                                                            |
| 12 квітня | 16:35:40  | Посадка КК Союз-33                                                                                       |